# Rudolf Hittmair
Rudolf Hittmair (ur. 24 lipca 1859 w Mattighofen, zm. 5 marca 1915 w Linz) – austriacki duchowny katolicki, biskup diecezjalny Linz 1909-1915.

## Życiorys
Święcenia kapłańskie otrzymał 29 lipca 1888.
17 marca 1909 papież Pius X mianował go biskupem diecezjalnym Linz. 1 maja 1909 z rąk arcybiskupa, nuncjusza apostolskiego Austro-Węgier Gennaro Granito Pignatelli di Belmonte przyjął sakrę biskupią. Funkcję pełnił aż do swojej śmierci.